# Guanghan
Guanghan (chiń. 广汉; pinyin Guǎnghàn) – miasto na prawach powiatu w środkowych Chinach, w prowincji Syczuan, w prefekturze miejskiej Deyang. W 2000 roku liczyło ok. 577 tys. mieszkańców.